# 铜酸盐
铜酸盐（英語：cuprate）是含铜阴离子的盐类，从+1~+4价都是已知的。铜(I)酸盐的一个例子是[Cu(CN)4]3−，由氰化亚铜溶于碱金属氰化物溶液得到。铜(III)酸盐和铜(IV)酸盐则需要通过强氧化剂的氧化得到。
二价的铜酸盐是较为稳定的物种，铜(II)可以很容易地形成氯代酸盐[CuCl3]−、[CuCl4]2−以及[CuCl5]3−。其羟基酸盐可以通过氢氧化铜和浓氢氧化钠反应得到：
Cu(OH)2 + 2NaOH → NaCu(OH)4
甲基取代的物种（[Cu(CH3)2]−）也是已知的。

## 拓展阅读
- Wang Q, Sun Q, Jena P. Superhalogen properties of CuFn clusters （页面存档备份，存于）[J]. Journal of Chemical Physics, 2009, 131(12):124301.